# Brachythele langourovi
Brachythele langourovi là một loài nhện trong họ Nemesiidae.
Brachythele langourovi được Lazarov miêu tả năm 2005.